# Vincenzo Arecchia
Vincenzo Arecchia (ur. 28 października 1996) − włoski bokser kategorii lekkopółśredniej, mistrz młodzieżowych igrzysk olimpijskich oraz mistrz Europy z 2014.

## Kariera amatorska
W kwietniu 2014 był uczestnikiem młodzieżowych mistrzostw świata w Sofii. W kategorii lekkopółśredniej (do 64 kg.) zdobył brązowy medal. W półfinale przegrał wyraźnie na punkty (0:3) z Kazachem Bibertem Tumenowem. W sierpniu 2014 został młodzieżowym mistrzem olimpijskim w kategorii lekkopółśredniej. W finale wygrał walkowerem z reprezentantem Japonii Toshihiro Suzukim. W październiku 2014 został mistrzem Europy w kategorii lekkopółśredniej, wygrywając wszystkie pięć walk na tym turnieju.